# Paul Vanuxem
Paul Fidèle Félicien Vanuxem (Bully-les-Mines, 22 de julho de 1904 - Paris, 7 de janeiro de 1979) foi um general de divisão e jornalista francês.
Tendo servido durante a Segunda Guerra Mundial e a Guerra da Indochina, tornou-se posteriormente conhecido pelas suas posições a favor da Argélia Francesa e do Vietname do Sul. Foi grande-oficial da Legião de Honracom 23 citações, incluindo 15 palmas e 5 ferimentos obtidos durante as campanhas na França, Alemanha, Indochina e Argélia.

## Vida pregressa

### Família
Paul Vanuxem nasceu em Bully-les-Mines, no Pas-de-Calais, filho de Félicien Vanuxem (1875-1930), nascido em Bailleul, empregado na ferrovia de mineração, e de Louise Hélène Fihey.
Ele se casou com Louise Renée Dran em 2 de outubro de 1926 em Ronchin. Divorciou-se em 7 de maio de 1955 e se casou novamente com Monique Danjou em 8 de outubro de 1955.
Monique Danjou, apelidada de "Mãe dos Muongs" na Indochina, enfermeira e assistente social militar, tenente, comaendadora da Legião de Honra, sete citações, publicou em 2008 o livro 6e régiment de tirailleurs marocains au Tonkin : 1947-1949 ("6º Regimento de Tirailleurs Marroquinos no Tonquim: 1947-1949", em tradução livre, da Muller Gt Éditions) em que relata suas estadias na Indochina entre 1947 e 1949. Em 2023, seu livro Confidences d'une femme soldat ("Confidências de uma mulher soldado") foi publicado pelas edições Historic'one. Ela morreu em 29 de julho de 2014 aos 98 anos.

### Juventude
Paul Vanuxem estudou na Universidade de Lille, onde obteve o título de bacharel em filosofia. Ele começou sua carreira como professor no Colégio Mézeray em Argentan e depois em Charleville-Mézières. Ele se envolveu na história local, criando a Revue du pays d'Argentan.
Em 1930, ele abraçou a carreira militar e ingressou em Saint-Cyr. Ele se juntou aos tirailleurs marroquinos quando se formou.

## Carreira militar

### Segunda Guerra Mundial
Em setembro de 1939, quando eclodiu a Segunda Guerra Mundial, ele era tenente no 91º Regimento de Infantaria em Mézières. Ele foi ferido em Sedan em maio de 1940. Em 25 de dezembro de 1940, foi promovido a capitão e depois designado para o Marrocos.
Após o desembarque dos Aliados em 8 de novembro de 1942 no Norte da África e a reconstituição do exército francês, ele lutou durante a campanha italiana no seio da Força Expedicionária Francesa do General Alphonse Juin, notadamente na Batalha de Monte Cassino e depois durante as campanhas na França e na Alemanha.
Na Itália, comandou a 3ª Companhia do 2º Regimento de Tirailleurs Marroquinos (2º RTM) que se tornou a 11ª Companhia do 6º Regimento de Tirailleurs Marroquinhos (6º RTM) durante a campanha francesa. Sua companhia foi citada na ordem da divisão nos seguintes termos:

Uma unidade magnífica que, como 3ª companhia do 2º RTM, já havia dado na Itália, sob o comando do Capitão Vanuxem, a melhor prova de sua mordida, sua tenacidade e seu valor de manobra. Tornando-se a 11ª companhia do 6º RTM, ela se destacou novamente sob as ordens do mesmo líder, ardente e enérgico em Haut du Faing (16 a 28 de outubro de 1944) e Menaurupt (15 de novembro de 1944). Em 22 de novembro, em Lepuix, Delle, na Alta Alsácia, capturou 60 prisioneiros em uma grande operação de limpeza. Em 26 de novembro, após dois dias de intensos combates, ele conseguiu se firmar nos arredores da vila de Heimsbrunn, permitindo assim a manobra do batalhão. Em 29 de novembro, após dois dias de combates na floresta, capturou Pont d'Aspach, o objetivo final do grupo, e resistiu apesar das reações violentas do inimigo. Por meio de sua determinação, moral elevado e espírito de sacrifício, ele contribuiu muito para o sucesso de seu batalhão.— Ordem Geral nº 1062 de 12 de julho de 1945.

### Guerra da Indochina
Durante a Guerra da Indochina, ele comandou o batalhão de marcha do 6º RTM e, em 1947, tornou-se comandante do setor de Sontay até 1948. Seu batalhão de marcha foi citado na ordem do exército em junho de 1948:

Recriado em 1º de abril de 1947, o batalhão de marcha do 6º Regimento de Tirailleurs Marroquino imediatamente, sob a liderança e comando do chefe do batalhão Vanuxem, demonstrou suas antigas qualidades guerreiras: solidez e coesão, combatividade e flexibilidade. Assim que desembarcou, ele foi engajado no Tonquim, em 15 de abril de 1947, na operação para abrir a Rota Colonial nº 6. Ultrapassando os objetivos alcançados pelos elementos enviados de paraquedas para Hoa Binh, foi estabelecida ligação com o setor noroeste, permitindo o sucesso de uma operação de abastecimento vital para este setor. De junho a outubro de 1947, ele conquistou e pacificou uma vasta região entre o Rio Negro e Song Ma, realizou ataques profundos em Tu Ly e Phu Vinh, limpou o setor fortemente pressionado de Sam Neua e recapturou Hoa Binh, que havia sido abandonada depois que a estrada foi fechada. Sem trégua, ele então participou das operações do outono de 1947, capturando Son Dong e Song Tay em outubro após violentos combates, perseguindo as unidades VM até os pântanos de Yen Tinh, onde aniquilou um batalhão rebelde, tomando Hung Hoa, La Phu e Thanson, onde destruiu um PC rebelde, Ngoc Lap, Yen Lap. Em novembro, ele cruzou o Rio Vermelho em força, tomou Vieri, apesar dos esforços desesperados do inimigo, derrubou as defesas rebeldes entre Vinh Yen e Lienson, limpou uma vasta região e invadiu o maciço de Tam Dao. Em dezembro, ele finalmente libertou as posições de um batalhão vizinho, cercado na região de Tach Kiet. O batalhão sofreu 115 mortos e 137 feridos em um ano de campanha, mas infligiu perdas consideráveis aos rebeldes: 4.300 mortos, 900 prisioneiros e uma grande quantidade de armamento. Sempre e em todos os lugares vitorioso, na Região Alta e Média, permanentemente engajado em uma série de operações particularmente difíceis em terrenos montanhosos, partindo constantemente para a ofensiva, o batalhão se mostrou digno das melhores tradições dos regimentos de tirailleurs marroquinos e se afirmou como uma das unidades mais prestigiosas engajadas na Indochina.— Decisão nº 44, publicada no Diário Oficial de 13 de junho de 1948.
Em 1950, ele retornou à Indochina para assumir o comando do setor de Biên Hòa, até 1951. Notado e estimado pelo General de Lattre de Tassigny, este último confiou-lhe a responsabilidade do grupo móvel do Tonquim. Ele retornou ao Oriente pela terceira vez como vice-comandante da 1ª Divisão de Marcha do Tonquim, depois como comandante do setor de Hasong e finalmente como comandante da zona sul de Tonquim. Nessa qualidade, foi responsável pela evacuação de Hanói após os Acordos de Genebra em 1954.

### Guerra da Argélia
Foi promovido a general de brigada em 1955 e nomeado comandante da 2ª Divisão de Infantaria Motorizada (2ª DIM) que encontrava-se no leste da França. Ele então liderou sua divisão na Argélia, nos Aurès, e depois na Constantina Oriental, na fronteira com a Tunísia. Ele foi promovido a general de divisão em 1º de janeiro de 1958. Ele contribuiu para o desenvolvimento da Linha Morice.
O General Raoul Salan nomeou-o comandante da Zona da Constantina Oriental (em francês:  Zone Est-Constantinois, ZEC) e responsável pela fronteira tunisiana durante a Batalha das Fronteiras. Salan dá a ordem de destruir todas as katibas que chegam ou saem da Tunísia, antes ou depois de cruzar a barragem. Ele atribuiu a Vanuxem todas as reservas gerais à sua disposição, ou seja, o 1º Regimento Estrangeiro de Paraquedistas (1º REP) do Tenente-Coronel Jeanpierre, o 9º Regimento de Caçadores Paraquedistas (9º RCP) do Coronel Pierre Buchoud, o 14º RCP do Tenente-Coronel Ollion, o 8º RPC do Tenente-Coronel Fourcade e o 3º RPC do Coronel Bigeard, mais tarde substituído pelo Coronel Trinquier.
Vanuxem apoiou o golpe de estado de 13 de maio de 1958  mas opôs-se ao envio de soldados para França.  Ele deixou o comando em 28 de novembro de 1958, desonrado pelo presidente de Gaulle. Foi então nomeado vice-comandante das forças francesas na Alemanha.

### O julgamento de Vanuxem
A sua simpatia indisfarçável pela Argélia francesa levou-o a ser afastado do cargo em 31 de maio de 1961. Suspeito de ser o indivíduo designado sob o pseudônimo de Verdun, chefe da OAS na França metropolitana, após a descoberta de documentos apreendidos durante a prisão de Maurice Gingembre, ele foi preso em 7 de setembro de 1961 e encarcerado na prisão de Santé, aguardando seu julgamento. As suas filhas Françoise e Martine foram então impedidas de ingressar na Maison d'éducation de la Légion d'honneur, onde foram registadas para o início do ano letivo. Dois anos mais tarde, em 10 de setembro de 1963, foi absolvido, tendo as testemunhas negado a possibilidade de que ele fosse Verdun. Em outubro de 1966, o decreto de 31 de maio de 1961 que o tinha colocado em situação de disponibilidade foi anulado pelo Conselho de Estado.

## Carreira jornalística
Depois, tornou-se jornalista, principalmente no semanário Carrefour. Por exemplo, em 1969, ele defendeu uma revitalização do serviço militar através do recrutamento a partir dos 18 anos, o que provocou uma greve em várias escolas secundárias parisienses. No contexto da Guerra do Vietnã, ele foi particularmente notado por sua campanha anticomunista em favor do Vietnã do Sul, onde foi em várias ocasiões como correspondente de guerra, notadamente em 1966, e para Nguyễn Văn Thiệu, Presidente do Vietnã do Sul, no Carrefour, no rádio e em conferências.
Isto explica a sua presença nas conferências anuais da Liga Mundial Anticomunista (em inglês:  World Anti-Communist League, WACL), nomeadamente em dezembro de 1968 em Saigon e em setembro de 1970 no Japão, e a sua participação ativa em novembro de 1970 na conferência realizada em Bruxelas do Bloco das Nações Antibolcheviques (em inglês:  Anti-Bolshevik Bloc of Nations, ABN) do exilado ucraniano Iaroslav Stetsko e do Conselho Europeu da Liberdade (em inglês:  European Freedom Council, CEF), ligado à WACL.
Ele também foi vice-presidente da Associação de Amizade França-Vietnã, presidida pelo ex-ministro Jean Letourneau. Esta associação denuncia o Vietnã do Norte. Ele co-presidiu com André Chauvain, antigo presidente da empresa Shell, o Comité Francês para a Informação e as Liberdades Europeias, fundado em 1970. Presente em Saigon na sua queda em 1975, como enviado especial do Carrefour, foi expulso pelo novo poder comunista do Vietnã unificado.
O General Paul Vanuxem morreu no hospital Val-de-Grâce em 7 de janeiro de 1979.
Uma rua em Maubeuge leva seu nome.

## Livros publicados
- Les contes du temps perdu, Editions Ariane, 1964
- Espoir à Saïgon, Table ronde, 1967
- Enquête au pays du Levant, Plon, 1971
- 1951 Le général vainqueur - Le destin exemplaire de de Lattre en Indochine, Société de production littéraire spl, 1977

## Dossiê militar
- Côte SHD : GDI 14 YD 901, no Serviço Histórico da Defesa.